# 장산 팽진리 김희중 효자각
장산 팽진리 김희중 효자각은 전라남도 신안군 장산면에 있다. 2009년 12월 16일 신안군의 향토유적 제38호로 지정되었다.

## 개요
김희중(金喜重)은 가족과 함께 남해 우수영(右水營)으로 가던 중 바다위에서 태풍을 만나 위험에 처하자 딸을 용왕에게 제물로 바치고 자신도 바다에 투신하여 아버지의 목숨을 구하고자 하였다